# Harry Igor Ansoff

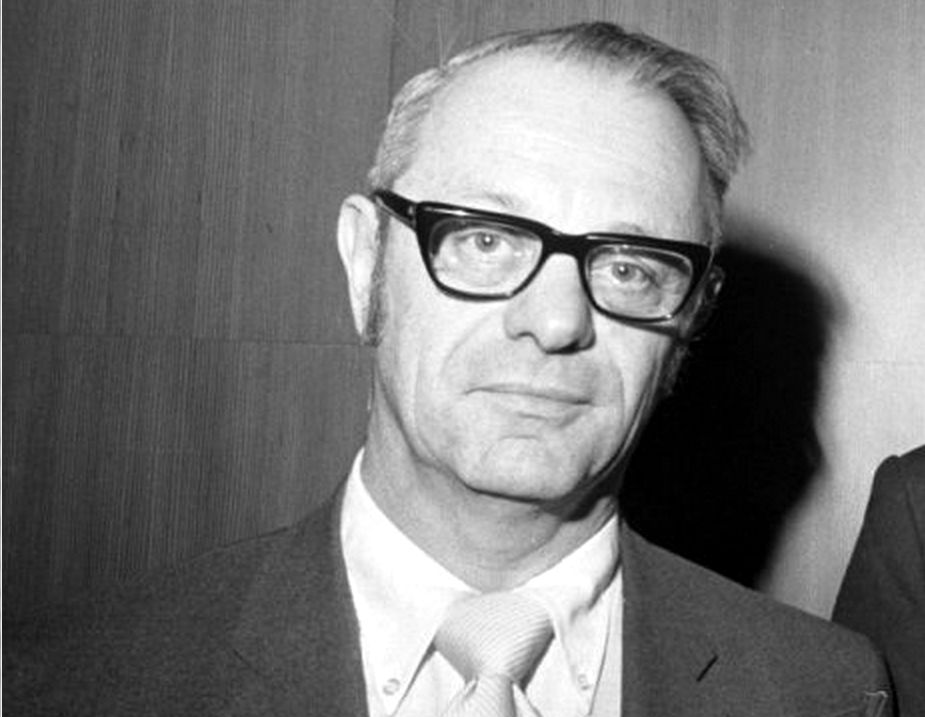
Igor Ansoff, 1971

Harry Igor Ansoff (* 12. Dezember 1918 in Wladiwostok; † 14. Juli 2002 in San Diego, Kalifornien) war ein US-amerikanischer Mathematiker und Wirtschaftswissenschaftler russischer Herkunft. Er gilt als Begründer und Namensgeber des strategischen Managements.

## Leben
Igor Ansoff, 1918 mitten im Wirbel der Oktoberrevolution in Russland geboren, wanderte noch als Kind mit seiner Familie in die Vereinigten Staaten aus. Er besuchte die Stuyvesant High School in New York und schloss seine Ausbildung als Jahrgangsbester ab. Danach studierte er Allgemeine Ingenieurwissenschaften am Stevens Institute of Technology, wo er den Titel des Master of Science für seine Arbeit zur Dynamik starrer Körper verliehen bekam.
Im Anschluss an dieses Studium schrieb sich Ansoff an der Brown University in Providence ein und promovierte im Fach Angewandte Mathematik mit dem Schwerpunkt Mathematische Theorien zur Elastizität und Plastizität.
Nach einigen Jahren Arbeit für die Rand Corporation und die Lockheed Corporation wechselte Ansoff 1963 an die Universität. Von 1963 bis 1968 lehrte er als Professor für Industrial Administration an der Graduate School der Carnegie Mellon University, von 1968 bis 1973 dann als Professor für Unternehmensführung an der Vanderbilt University in Nashville. Von 1973 bis 1975 dozierte Ansoff am Europäischen Institut für Fortgeschrittene Management-Studien in Brüssel, von 1973 bis 1976 noch einmal an der Vanderbilt University und schließlich an der Handelshochschule Stockholm (1976 bis 1983). Igor Ansoff wechselte 1983 an die US International University nach San Diego in eine Professur und beendete im Jahr 2000  seine wissenschaftliche Karriere.
Ansoff starb im Juli 2002 im Alter von 83 Jahren in San Diego an den Komplikationen einer Lungenentzündung.

## Werke
- Management Strategie (engl. orig. Titel "Corporate Strategy"). Verlag Moderne Industrie, 1966.
- Business Strategy. 1971, ISBN 0-14-080072-7.
- From Strategic Planning to Strategic Management. 1976, ISBN 0-471-03223-9.
- Strategic Management. 1979, ISBN 0-470-26585-X.
- mit Aart Bosman und Peter M Storm (Hrsg.): Understanding and managing Stratetic change. 1982, ISBN 0-444-86405-9.
- Implanting Strategic Management. 1984, ISBN 0-13-451881-0.
- The New Corporate Strategy. 1988, ISBN 0-471-62950-2.
- The Turbulence Concept. 1998, ISBN 0-471-97491-9.